# Manticore Records
Manticore Records — британский лейбл звукозаписи, основанный в 1973 году британской группой Emerson, Lake & Palmer. Название дано в честь мифического существа мантикоры, упоминаемой на альбоме Tarkus. 
Несколько последующих альбомов группы были изданы этим лейблом, кроме того, им были изданы некоторые сольные работы участников группы и другие исполнители. Распространением продукции Manticore Records занимался лейбл Atlantic Records (1973–1975) и Motown Records (1975–1977). 

## История создания
После выпуска своего третьего альбома Trilogy в июне 1972 года группа Emerson, Lake & Palmer гастролировала по Европе и США, выступая на аншлаговых площадках, и к началу 1973 года добилась коммерческого успеха как в Великобритании, так и в США. При этом группа была недовольна своим лейблом Atlantic Records. В итоге примерно в начале 1973 года Эмерсон, Лейк и Палмер и их менеджер Стюарт Янг (Stewart Young) решили основать собственную звукозаписывающую компанию. 
Вместе они купили заброшенный кинотеатр ABC в Фулеме (Западный Лондон) и превратили его в репетиционный зал и штаб-квартиру компании, которая позже будет называться Manticore Records. Лейк сказал: «Мы создали Manticore, чтобы попытаться сделать весь процесс записи настолько хорошим, насколько это возможно. Мы также знали о ряде артистов, которые имели проблемы с выпуском своей музыки и заключением контракта на запись». Поскольку группа понимала, что у них не будет достаточно времени для управления своей компанией, промоутер Atlantic Марио Медиус, который работал с группой со времени их дебютного альбома, был назначен президентом Manticore в апреле 1973 года. Atlantic выполнял обязанности по распространению.

## Исполнители
- Banco del Mutuo Soccorso
- Keith Christmas
- Keith Emerson
- Emerson, Lake & Palmer
- John Greaves, гитарист группы Henry Cow[3]
- Greg Lake
- Little Richard
- Premiata Forneria Marconi
- Pete Sinfield
- Stray Dog